# توني ستوكس
توني ستوكس (بالإنجليزية: Tony Stokes)‏، من مواليد 7 يناير 1987 في لندن في إنجلترا، لاعب كرة قدم إنجليزي.
بدأ مسيرته الكروية مع نادي وست هام يونايتد في عام 2005، وهو يلعب معهم حتى الآن، وفي عام 2006 أعير إلى نادي روشدن أند دايموندز، ولعب معهم 19 مباراة، وفي عام 2006 أعير إلى نادي برايتون أند هوف ألبيون، ولعب معهم 9 مباريات.

## روابط خارجية
- توني ستوكس على موقع قاعدة بيانات كرة القدم.إي يو (الإنجليزية)
- توني ستوكس على موقع Soccerbase.com (لاعب) (الإنجليزية)
- توني ستوكس على موقع Soccerway.com (الإنجليزية)
- توني ستوكس على موقع عالم كرة القدم.نت (الإنجليزية)
- توني ستوكس على موقع كووورة